# De verzonken klok
De verzonken klok is het 38ste stripverhaal uit de reeks van De Rode Ridder. Het is geschreven door Willy Vandersteen en getekend door Karel Biddeloo. De eerste albumuitgave was in 1968.

## Het verhaal
Johan redt Celia, een oude vrouw die ervan verdacht wordt een heks te zijn. Zij had de dood van de jonge slotheer Cunard voorspeld. Johan maakt in de burcht kennis met de broers van de overledene, Yngrab, Gorlong en Dimlor die hem vertellen dat er op de bodem van het meer een klok ligt die luidt telkens er onheil dreigt. Johan en Dimlor besluiten op zoek te gaan naar de klok en na verschillende duikpogingen ontdekt hij dat de klok die voor het meer stond een noodklok was. Wanneer de klok een tweede maal luidt, haast Johan zich naar de burcht waar hij ontdekt dat men Gorlong vergiftigd heeft. Hij kan Gorlong redden door een tegengif te bereiden, geleerd van Merlijn. Bij een derde onderzoek in het meer ziet hij een gestalte van een waterduivel verdwijnen. Hij gaat het monster achterna en geraakt verstrikt in een net maar Dimlor kan hem redden. Ondanks de sabotagedaden van de waterduivel slagen ze er in de klok boven te halen en te vernietigen. Wanneer de Rode Ridder een geheime gang ontdekt, komt hij achter de ware identiteit van de waterduivel. Het blijkt Cunard te zijn die zijn eigen dood in scène gezet had. De heks Celia had hem schijndood gemaakt. Hij wil wraak nemen op zijn broers Dimlor en Gorlong omdat hij hen verdenkt hem te willen uitstoten. Er ontstaat een gevecht en net wanneer Cunard Johan wil vermoorden stormt Dimlor binnen. Cunard vlucht weg op het moment dat een onweer los barst. Een bliksemstraal treft een boom boven de ingang van de geheime gang die instort waardoor Cunard sterft. Dimlor, onder de indruk van de dood van zijn broer, besluit samen met Johan de aanslagen toe te schrijven aan een waterduivel om de nagedachtenis van zijn krankzinnige broer niet te besmeuren.

## Achtergronden bij het verhaal
- Dit is het eerste album waarbij Karel Biddeloo het volledige tekenwerk deed.